# Малоивановка
Малоивановка (укр. Малоіванівка) — село, относится к Перевальскому району Луганской области Украины. Под контролем непризнанной Луганской Народной Республики.

## География
Село расположено на реке под названием Белая (бассейн Северского Донца), на месте впадения её левого притока — реки Чернухиной. Соседние населённые пункты: посёлки Городище (выше по течению Белой) на юге, Центральный, Чернухино (выше по течению Чернухиной), Круглик на юго-западе, Байрачки, Софиевка (выше по течению Чернухиной), Комиссаровка, Вергулёвка на западе, село Оленовка на северо-западе, города Зоринск и Брянка на севере, Артёмовск на северо-востоке, сёла Красная Заря, Новосёловка (ниже по течению Белой) на востоке, Адрианополь на юго-востоке.

## Население
Население по переписи 2001 года составляло 988 человек.

## Общие сведения
Почтовый индекс — 94332. Телефонный код — 6441. Занимает площадь 2,439 км². Код КОАТУУ — 4423682201.

## Местный совет
94332, Луганская обл., Перевальский р-н, с. Малоивановка, ул. Куйбышева, 15